# José María Cervera Collado
José María Cervera Collado (Buñol, Valencia, 1945) is een Spaans componist, muziekpedagoog en dirigent.

## Levensloop
Hij studeerde viool, piano en orkestdirectie aan het Conservatorio Superior de Música de Valencia en aan de Accademia Musicale Chigiana di Siena onder andere bij Franco Ferrara. Hij won de ereprijs "l'Accademia Chigiana della dita accademia" in Siena, Italië. In 1973 won hij ook de "Premio Maestro Villa de Madrid" compositieprijs voor zijn werk Sinfonieta voor harmonieorkest. 
Hij heeft een groot reputatie als dirigent en dirigeerde onder andere de Wiener Philharmoniker, het orkest van het Mozarteum Orkest Salzburg, het Royal Philharmonic Orchestra in Londen, het Rotterdams Philharmonisch Orkest, het orkest van La Scala in Milaan en het orkest van de Metropolitan Opera in New York. Van 1976 tot 1979 was hij chef-dirigent van het Orquesta Municipal de Valencia. Als gastdirigent leidde hij de Banda Sinfónica del Centro Instructivo Musical "La Armónica" de Buñol en de Banda Sinfónica del "Ateneo Musical" de Cullera.
Tegenwoordig is hij woonachtig in Madrid. Op uitnodiging van de componist Hans Werner Henze werd hij artistiek directeur van het Internationale muziekfestival van Montepulciano, Italië van 1977 tot 1983. Van 1985 tot 1990 was hij Generalmusikdirektor van de opera in Karlsruhe, Duitsland. Van het Festival Internacional de Música in Llutxent, Valencia, is hij artistiek directeur.

## Composities

### Werken voor harmonieorkest
- 1973 Sinfonieta
  1. Allegro deciso
  2. Moderato
  3. Allegro, tempo de Zapateado
- Doña Lola
- Paisajes Levantinos